# لسنوی، اوبلاست سوردلوفسک
شهر لسنوی، اوبلاست سوردلوفسک (به روسی: Лесной) در کشور روسیه و در اوبلاست سوردلوفسک واقع شده‌است و سال تاسیس آن نیز ۱۹۴۷ می‌باشد.